# Primera misa en Filipinas
La primera misa católica en las Filipinas se celebró el 31 de marzo de 1521, Domingo de Pascua. Fue realizada por el Padre Pedro de Valderrama de la expedición de Magallanes-Elcano en la costa de lo que fue referido en los diarios de Antonio Pigafetta como "Mazaua". La celebración de este ritual litúrgico marcó el inicio de la evangelización en el territorio filipino. Ya durante noviembre del año anterior, el Padre de Valderrama había ofrecido la primera misa en Chile durante la misma travesía.
Hoy, este lugar es ampliamente creido por muchos historiadores y el gobierno en ser Limasawa, a la punta de Leyte del Sur, aunque esto fue impugnado por algunos quienes afirmaron que la primera misa fue en cambio Masao, Butuán.
Para darle el fin al conflicto de la primera misa, el panel de la Comisión Histórica Nacional de Filipinas (NHCP, por sus siglas en inglés) adoptó la recomendación y unánimemente acordaron que la evidencia y argumentos presentados por los pro-Butuán defensores no eran suficientes y suficientemente convincentes para justificar la derogación o revocación del fallo en el caso por el Instituto Nacional de Historia (precursor de la NHCP). El argumento se ve reforzado por la evidencia de que fue solo después de 22 años, en 1543, cuando una expedición española dirigida por Ruy López de Villalobos desembarcó en Mindanao.